# Sparanise
Sparanise là một đô thị ở tỉnh Caserta trong vùng Campania của Ý, có vị trí cách khoảng 40 km về phía tây bắc của Naples and about 25 km về phía tây bắc của Caserta. Tại thời điểm ngày 31 tháng 12 năm 2004, đô thị này có dân số 7.461 người và diện tích là 18,7 km².
Sparanise giáp các đô thị: Calvi Risorta, Francolise, Pignataro Maggiore.